# Serapió d'Alger
Serapió d'Alger (Irlanda o Anglaterra, 1179 – Alger, 14 de novembre de 1240) va ser un frare mercedari que va morir màrtir, el segon màrtir de l'Orde de la Mercè i el primer que fou canonitzat. És venerat com a sant per l'Església catòlica.

## Biografia
Segons la tradició, era anglès o irlandès, i a servir a l'exèrcit de Ricard I d'Anglaterra i Leopold VI el Gloriós durant la Tercera Croada. Després va participar en la Reconquesta, a l'exèrcit d'Alfons VIII de Castella.
Llavors va trobar Sant Pere Nolasc i es va fer frare mercedari en 1222, segurament a Barcelona, oferint-se a anar a Alger per a ésser bescaviat per alguns presoners cristians. Amb sant Ramon Nonat va prendre part en diversos alliberaments de presoners a Alger i Múrcia, i va fundar el primer convent de l'orde a Mallorca, a més de contribuir a la seva expansió a les Illes Britàniques.
En la seva última missió, es va bescanviar per altres presoners a Alger, però com que el rescat que havia d'arribar per a alliberar-lo no va arribar a temps, i perquè mentrestant, Serapió predicava el cristianisme entre els presos, va ser mort. Segons la llegenda, va ser clavat a una creu en forma d'aspa, li van traure els budells i van tallar-li els membres.

## Veneració
Va ser venerat com a màrtir des de llavors, al si de l'orde mercedari, i l'antipapa Benet XIII en reconegué el culte en 1428, com després Urbà VIII. La canonització oficial va arribar amb Benet XIV.